# 石川界人
石川界人（日语：／ Ishikawa Kaito，1993年10月13日—），日本男性聲優。曾隸屬Pro-Fit，現隸屬於Stay Luck，出生于東京都。

## 經歷
小學五年級時在表演會上出演幻想劇《剛巴的冒險記》時，很好的表現得到了熟人的讚賞，並立志當一名演員。在完全中學就讀時最初進入的是網球社及體操社，後來在3年級時參加了演藝社，雖然社上大多都是女孩子，其中有一位前輩鼓勵他“用生命演繹”成為了界人的座右銘。进入高中后，曾想轉志向改做聲優，但遭到父母的強烈反對。後來經過石川界人多次勸說，以不用父母出錢為前提，說服了父母，進入了Pro-Fit聲優養成所。為了凑齐學費，石川界人在課餘時間做了許多兼職工作。石川界人的爸爸曾說，如果當時資助他就好了，而這件事也一直被石川界人的父親銘記於心。
之后在石川界人17岁时，首次参演，担当广播剧CD中的怪物角色。2012年，他从声优学校毕业出道，并在同年进入大学学习，同时表示自己对希腊悲剧和日本古典艺术题材有着强烈的兴趣。2013年4月，石川界人第一次担任新番动画主角，在《翠星上的加爾岡緹亞》中担任莱德角色。2014年獲得第8屆聲優獎的新人男優賞。2020年獲得第14屆聲優獎的助演男優賞。
2022年1月31日宣佈所屬事務所由Pro-Fit變更至Stay Luck。

## 人物
家庭中有父母、哥哥和妹妹。喜爱单板滑雪，在小学时还打过棒球，中学时期还为运动参与过体操和网球活动。最喜欢的动画是《XXXHOLiC》，并且当时从第一集一直追到了最后一集。此外，他还喜欢由村上春树翻译的《麦田里的守望者》一书。在大学期间演唱过Tommaso Giordani的《Caro Mio Ben（日语：カーロ・ミオ・ベン）》，是他最喜欢的歌曲。
- 喜愛的食物：納豆、秋葵、芋頭之類黏糊糊的蔬菜（不喜欢吃生的蔬果，特别是番茄，另外还不喜欢醋味的东西[8]）
- 最近哭的原因：看了描述受到死亡預告的不同的人們度過臨終之時的方法的電影「逝紙」。
- 座右銘：用生命去演繹（曾經是朝著傳達自己所演的方向努力）
- 愛稱的由來：由於在《愛絲卡&羅吉的工作室》的生放送裡很好的應對了共同參演的村川梨衣，就模仿某職業高爾夫球手稱呼其（並沒有某種特別的意思）
- 休息日會拿著照相機去公園散步，拍攝的大多數是風景照和植物，覺得自己將當時的心情照下來了。
- 看過電影《加勒比海盜》（神鬼奇航系列電影）的傑克·斯派洛的配音版，覺得其演繹的十分有趣，很希望挑戰這種人物（自稱還需要努力）。
- 在排球radio中提到自己和影山差不多重（66kg左右）。

## 演出作品
※粗體字為主要角色

### 電視動畫
2012年
- 在那個夏天等待（學生B、學生C）
- 天才黃金腦～神之謎（男學生）
- 冰菓（棒球部員）
- TARI TARI（岡帕White、郵局先生）
- Muv-Luv Alternative Total Eclipse（ニコライ・ロゴシュキン、管制官、衛士、MP）
- 出包王女DARKNESS（男學生們）
- 只要妳說妳愛我（拓、男學生）
- 櫻花莊的寵物女孩（客②、男子2）
- 戰鬥飛輪（修武·天馬）

2013年
- AKB0048 Next Stage（WOTA）
- RDG 瀕危物種少女（宗田真夏）
- 翠星上的加爾岡緹亞（萊德）
- 科學超電磁砲S（不良、學生、男學生、所員、黑服、部下、警備員、風紀委員〈男〉）
- 變態王子與不笑貓（男學生E）
- 閃電十一人GO：銀河（瞬木隼人、卡西姆·巴德爾）
- 歸宅部活動記錄（金田正男）
- 有頂天家族（大學生）
- Super Seisyun Brothers -超青春姐弟s-（齊藤真央）
- 來自風平浪靜的明天（木原紡）
- 青春紀行（柳澤光央）
- 影子籃球員 第2季（福井健介）
- 鑽石王牌（楊舜臣）
- 機巧少女不會受傷（乘客C）
- 東京闇鴉（土御門春虎）
- 武士弗拉明戈（中學生A）

2014年
- 愚者信長（查理曼）
- 獻給某飛行員的戀歌（伊格納修·阿克西斯）
- 天雷爭霸：復仇者聯盟（獵鷹）
- 排球少年！！（影山飛雄）
- 英雄銀行2（櫻田赤兔）
- 愛絲卡&羅吉的鍊金工房～黃昏天空之鍊金術士～（羅吉庫斯·菲庫沙里歐）
- 戲劇性謀殺（α2）
- 東京殘響（九（九重新））
- 真·抓狂徵信社（管野）
- 浪漫時鐘（加治屋蒼）
- 火星異種「阿聶克斯一號篇」（馬科斯·艾林古拉德·加西亞）
- 魔彈之王與戰姬（堤格爾維爾穆德·馮倫）
- 境界觸發者（出水公平）
- 天體的方式（水坂湊太）
- 戰鬥飛輪 - 超激戰（修武·天馬）

2015年
- 暗殺教室（榊原蓮）
- 聖劍使的禁咒詠唱（灰村諸葉／弗拉格／休·沙烏拉）
- 境界之輪迴（六道輪迴）
- 終結的熾天使（君月士方）
- 惡魔高校D×D BorN（亞瑟·潘德拉岡）
- 山田君與7人魔女（淺野蓮）
- 遊戲王ARC-V（真嗣·韋伯）
- 黑子的籃球 第3季（福井健介）
- GATE 奇幻自衛隊 在彼方的土地，如斯的戰鬥（倉田武雄）
- 重裝武器（賀維亞·溫切爾）
- 流浪神差 ARAGOTO（藤崎浩人）
- 排球少年！！第二季（影山飛雄）
- Concrete Revolutio～超人幻想～（人吉爾朗）
- 一拳超人（傑諾斯）
- 終結的熾天使 名古屋決戰篇（君月士方）

2016年
- 疾走王子Alternative（堂園志貴）
- 暗殺教室 第2期（榊原蓮）
- GATE 奇幻自衛隊 在彼方的土地，如斯的戰鬥 第2期（倉田武雄、索沙爾的手下）
- 火星異種 復仇（馬科斯·艾林古拉德·加西亞）
- 我的英雄學院（飯田天哉）
- 超時空要塞Δ（洛伊德·弗雷姆）
- 雙星之陰陽師（斑鳩士門）
- 文豪Stray Dogs（田口六藏）
- 黑骸（赤城涼斗）
- 甲鐵城的卡巴內里（瓜生）
- 境界之輪迴 第2期（六道輪迴）
- Concrete Revolutio～超人幻想～ THE LAST SONG（人吉爾朗）
- 初戀怪獸（多賀敦史）
- DAYS（新戶部哲也）
- 吸血鬼僕人（露木修平）
- 野球少年（東谷啟太）
- Re:從零開始的異世界生活（威爾海姆〈青年〉）
- 刀劍亂舞－花丸－（歌仙兼定）
- 排球少年！！烏野高中VS白鳥澤學園高中（影山飛雄）
- 超自然9人组（橋上薩來伊）
- 精靈寶可夢 太陽&月亮（卡奇、店員）

2017年
- 精靈寶可夢 太陽&月亮（貓鼬探長）
- 鬼平（五兵衛）
- Hand Shakers（東颯）
- 為美好的世界獻上祝福！2（巴爾特）
- 我的英雄學院 第2期（飯田天哉）
- 重啟咲良田（淺井惠）
- 境界之輪迴 第3期（六道輪迴）
- 徒然喜歡你（菅原卓郎）
- 猜謎王（御來屋千智）
- 跳水男孩（水城真之介）
- 時間支配者（霧·普汀）
- TSUKIPRO THE ANIMATION（七瀨出流）
- DYNAMIC CHORD（黑谷優）
- 偶像大師 SideM（製作人）
- 犬屋敷（テッちゃん）

2018年
- POP TEAM EPIC（PIPI美〈第9話B段〉）
- 續 刀劍亂舞 -花丸-（歌仙兼定）
- DAME×PRINCE ANIME CARAVAN（納雷克）
- 沒有心跳的少女 BEATLESS（海內遼）
- 魔法少女 我（魔法少女我〈卯野咲〉、卯野君）
- 妖怪旅館營業中（亂丸）
- 宇宙戰艦提拉米蘇（昴·一之瀨）
- 銀河英雄傳說 Die Neue These 邂逅（達斯提·亞典波羅）
- 東京喰種:re（瓜江久生）
- 重神機潘多拉（フォー）
- DEVILSLINE 惡魔戰線（緒方）
- 溫泉屋小女將（藍龍）
- 惡魔高校D×D HERO（亞瑟·潘德拉岡）
- 昴宿七星（御門貴法）
- 索斯機械獸WILD（德雷克）
- 來玩遊戲吧（光一君、對面的學生會長）
- 京都寺町三條商店街的福爾摩斯（家頭清貴）
- OVERLORD III（赫克朗·塔麥特）
- Happy Sugar Life（北埋川大地）
- 宇宙戰艦提拉米斯II（昴·一之瀨）
- 青春豬頭少年不會夢到兔女郎學姊（梓川咲太）
- 火之丸相撲（沙田美月）
- JoJo的奇妙冒險 黃金之風（沙雷）
- 東京喰種:re 第2期東京喰種:re 第2期（瓜江久生）
- 梅露可物語 -無精打采的少年與瓶中少女-（尤琪亞）
- 傀儡馬戲團（仲町浩男）
- 弦音－風舞高中弓道部－（小野木海斗）
- 我的英雄學院 第3期（飯田天哉）

2019年
- W'z（東颯）
- 盾之勇者成名錄（岩谷尚文）
- 一拳超人 第2期（傑諾斯）
- 獵獸神兵（クロード）
- 流汗吧！健身少女（街雄鳴造）
- 胡蝶綺 ～少年信長～（織田信勝〈勘十郎〉）
- 偶像夢幻祭（青葉紡）
- 我的英雄學院 第4期（飯田天哉）
- 碧藍幻想 第2季（諾亞）

2020年
- 排球少年！！ TO THE TOP（影山飛雄）
- 異世界四重奏2（岩谷尚文）
- number24（本鄉主鷹）
- 掠奪者（坂井時風、瞬擊面）
- 聽我的電波吧（甲本龍丞）
- 動物新世代 BNA（阿蘭・西爾瓦斯塔）
- GET UP！GET LIVE！＃GERA GERA（大野虎之助）
- 富豪刑事 Balance:UNLIMITED（淺野〈朝太陽哭泣！〉）
- 出租女友（海）
- 寶可夢 旅途（卡奇）
- 王之逆襲：意志的繼承者（凱瑟）
- 在魔王城說晚安（惡魔修道士）
- 體操武士（堂島潤）

2021年
- 轉生成蜘蛛又怎樣！（由古·邦恩·連克山杜／夏目健吾）
- 怪物事變（岩木山雪里白那之五十五子結）
- 境界觸發者 第2期（出水公平）
- 2.43 清陰高中男子排球社（三村統）
- 我的英雄學院 第5期（飯田天哉、吹出漫我）
- 燒窯的話也要馬克杯（豐川刻四郎）
- 龍先生，想要買個家。（德利雅）
- 後空翻少年！！（美里良夜）
- 瓦尼塔斯的手札（諾亞）
- 燒窯的話也要馬克杯 二番窯（豐川刻四郎）
- 白金終局（生流奏／城市警察）
- 境界觸發者 第3期（出水公平）

2022年
- 東京24區（翠堂弘樹）
- 瓦尼塔斯的手札 第2期（諾亞）
- 白領羽球部（佐伯蒼汰）
- 與變成了異世界美少女的大叔一起冒險（修瓦爾斯·馮·李希特修泰因·洛恩格拉姆）
- 盾之勇者成名錄 Season 2（岩谷尚文）
- 杜鵑婚約（海野凪）
- 出租女友 第2期（中野海）
- 組長女兒與保姆（杉原惠）
- 我的英雄學院 第6期（飯田天哉）
- BLEACH 千年血戰篇（戶隱李空）
- 4個人各自有著自己的秘密（千代丸）
- 給不滅的你 Season2（海洛·利奇）

2023年
- 弦音－相繫的一射－（小野木海斗）
- 小智是女孩啦！（久保田淳一郎）
- 傲嬌反派千金莉潔洛特與實況主遠藤同學及解說員小林同學（遠藤碧人）
- 鬼滅之刃 刀匠村篇（可樂）
- 肌肉魔法使-MASHLE-（蘭斯·克勞恩）
- 我的幸福婚約（久堂清霞）
- 雖然等級只有1級但固有技能是最強的（佐藤亮太）
- 白聖女與黑牧師（羅倫斯）
- 出租女友 第3期（中野海）
- 某大叔的VRMMO活動記（大地）
- 戰鬥陀螺X（龍宮庫洛武）
- 盾之勇者成名錄 Season 3（岩谷尚文）
- 破滅的王國（阿德尼斯）
- MF GHOST 燃油車鬥魂（大谷洋介、男性客）
- 哥布林殺手II（戴閃亮頭盔的森人）

2024年
- 歡迎來到實力至上主義的教室 3rd Season（柴田颯）
- 肌肉魔法使-MASHLE- 神覺者候補選拔試驗篇（蘭斯·克勞恩）
- 通靈王 FLOWERS（安德森）
- ROLY POLY PEOPLES（萊納）
- 刀劍亂舞 廻 -虛傳 燃燒的本能寺-（歌仙兼定）
- 格鬥實況（新玲央）
- 我的英雄學院 第7期（飯田天哉、蹴上露今努）
- 黑執事 寄宿學校篇（利安·史托卡）
- 新人大叔冒險者，被最強隊伍操到死成無敵（西爾維斯塔·艾爾塞爾尼亞）
- 這個世界漏洞百出（羽賀）
- 不時輕聲地以俄語遮羞的鄰座艾莉同學（劍崎統也）
- 多數欠（霧島輝）
- 成為名留歷史的壞女人吧（席卡·杜克）
- 悲喜漁生（躑躅森貴明）
- 機械臂（シニス＆デキス）
- 尋神的旅途（滇紅）
- MF GHOST 燃油車鬥魂 第2期（大谷洋介）
- 星辰墜落之國的妮娜（ビドー）
- 香格里拉·開拓異境～糞作獵手挑戰神作～（摩爾德）
- 膽大黨（寺仁〈圓城寺仁〉）

2025年
- 我的幸福婚約 第2期（久堂清霞）
- 中年大叔轉生反派千金（維吉爾·畢洛基）
- 終究，與你相戀。（冬夜）
- Re:從零開始的異世界生活 3rd season（威爾海姆〈青年〉）
- 鄉下大叔成為劍聖（亨布里茲·德勞特）
- WITCH WATCH 魔女守護者（真神圭護/狼）
- 使人誤解的工房主～關於原英雄隊伍的雜役人員，實際上除了戰鬥能力外全是SSS的故事～（康斯）
- 陰陽迴天 Re:Birth Verse（篤永）
- 膽大黨 第2期（寺仁〈圓城寺仁〉）
- 青春豬頭少年不會夢到聖誕服女郎（梓川咲太）
- 杜鵑婚約 第2期（海野凪）
- 盾之勇者成名錄 Season 4（岩谷尚文）
- 一拳超人 第3期（傑諾斯）
- 妖怪旅館營業中 貳（亂丸）

2026年
- 不時輕聲地以俄語遮羞的鄰座艾莉同學 第2期（劍崎統也）

時期未定
- 異世界四重奏3（岩谷尚文）

### OVA
2012年
- 名偵探♥解謎公主（藤崎律可）

2013年
- 翠星上的加爾岡緹亞（萊德）

2014年
- 翠星上的加爾岡緹亞-遙遠的巡迴航路 前編（萊德）

2015年
- 排球少年！！列夫登場！（影山飛雄）
- 天體的秩序「某個少女的休息日」（水坂湊太）
- 一拳超人 #00「英雄的道路」（傑諾斯）
- 一拳超人 #01「過於鬼祟接近的影子」（傑諾斯）

2016年
- 一拳超人 #02「話太多的弟子」（傑諾斯）
- 一拳超人 #03「太過彆扭的忍者」（傑諾斯）
- 一拳超人 #04「太過強硬的邦古」（傑諾斯）
- 一拳超人 #05「有着太多故事的姐妹」（傑諾斯）
- 終結的熾天使「吸血鬼沙哈爾」（君月士方）
- 排球少年！！「VS不及格」（影山飛雄）
- 一拳超人 #06「過於不可能的殺人事件」（傑諾斯）
- 黑色五葉草（馬爾斯）※試作版、第11卷漫畫附OAD

2017年
- 排球少年！！「特集！赌在春高排球上的青春」（影山飛雄）
- 蒼藍雷霆 鋼佛特（鋼佛特）

2018年
- DEVILSLINE 惡魔戰線（緒方）

### 動畫電影
2012年
- Code Geass 亡國的阿基德 第1章「翼龍降臨」（操作者A）

2013年
- 我們仍未知道那天所看見的花名。（客2）
- 劇場版 魔法禁書目錄 -安迪米昂的奇蹟-（男性）
- Code Geass 亡國的阿基德 第2章「撕裂的翼龍」（楊·馬尼斯）

2014年
- 閃電十一人go 超次元夢幻比賽（瞬木隼人）
- 聖鬥士星矢 LEGEND of SANCTUARY（星矢）
- PERSONA3 THE MOVIE #2 Midsummer Knight's Dream（男子生徒B）
- 暴力宇宙海賊 ABYSS OF HYPERSPACE－亞空的深淵－

2016年
- 你的名字。（高木真太）

2017年
- 劇場版 黑執事 Book of the Atlantic（Ryan Stoker）
- 虐殺器官（里蘭）
- 劇場版 影子籃球員 LAST GAME（福井健介）
- 精靈寶可夢劇場版：就決定是你了！（克羅斯的黑夜鬃岩狼人）

2018年
- 超時空要塞 Δ 劇場版 激情的女武神（ロイド・ブレーム）
- 我的英雄學院劇場版：兩個人的英雄（飯田天哉）

2019年
- 劇場版 為了誰的鍊金術師（迪歐斯）
- 青春豬頭少年不會夢到懷夢美少女（梓川咲太）
- 銀河英雄傳說 Die Neue These 星亂（達斯提·亞典波羅）
- 我的英雄學院劇場版：英雄新世紀（飯田天哉）

2022年
- 銀河英雄傳說 Die Neue These 激突（達斯提·亞典波羅）
- 特『刀劍亂舞-花丸-』～雪月華～（歌仙兼定）
- 劇場版 異世界四重奏 ～Another World～（岩谷尚文）
- 電影版 後空翻少年！！（美里良夜）
- 小松先生～希皮波族與閃耀果實～（新空松）
- 劇場版弦音 －起始的一射－（小野木海斗）
- 銀河英雄傳說 Die Neue These 策謀（達斯提·亞典波羅）

2023年
- 青春豬頭少年不會夢到嬌憐外出妹（梓川咲太）
- 青春豬頭少年不會夢到紅書包女孩（梓川咲太）

2024年
- 劇場版 排球少年！！ 垃圾場的決戰（影山飛雄）
- 我的英雄學院劇場版：YOU'RE NEXT（飯田天哉）

### 網路動畫
2014年
- 早安戀味蛋糕店（皋月遼）

2015年
- NINJA SLAYER忍者殺手（グレネディア）
- 黑塔利亞 The World Twinkle（摩洛西亞）

2016年
- 哨聲響起 重配版（間宮茂）

2017年
- 梦王国与沉睡的100王子 短篇动画（哈爾迪恩）

2018年
- B：彼之初（皆月）
- 神酒之尊（越乃寒梅）

2021年
- 吸血鬼之愛（岡田）
- 天空侵犯（大天使）

2022年
- 小太郎一個人生活（亮太）

2023年
- 終末的女武神II（始皇帝）

2024年
- 與聲優夜遊 ANIMATION
- Fate/Grand Order 搞不懂的藤丸立香 第2期（斎藤一）

2025年
- 終末的女武神III（始皇帝）

### 遊戲
{{dl2
| 2012年 |
- E.X Troopers（艾英）
- 勇氣默示錄（歐文士兵長）

| 2013年 |
- 愛絲卡&羅吉的鍊金工房～黃昏天空之鍊金術士～（羅吉庫斯·菲庫沙里歐）
- 月英學園 -kou-（御月雄喜）
- 紙箱戰機WARS（瞬木隼人）
- 閃電十一人GO：銀河（瞬木隼人）
- 童話大戰（執事謝爾德[111]）
- 我的黑手黨男神☆（羅尼[112]）
- 嫁Colle（萊德）

| 2014年 |
- 超級機器人大戰OG SAGA 魔装機神F COFFIN OF THE END（淺木咲人）
- 蒼藍雷霆 鋼佛特（鋼佛特）
- 青春紀行 Vivid Memories（柳澤光央[113]）
- 巴哈姆特之怒（白騎士）

| 2015年 |
- 愛絲卡&羅吉的鍊金工房 Plus 〜黃昏天空之鍊金術士〜（羅吉庫斯·菲庫沙里歐[114]）
- 終結的熾天使 命運的開端（君月士方[115]）
- 終結的熾天使 BLOODY BLADES（君月士方）
- Cafe Cuillere（四條涼介[116]）
- 惡魔獵人4 特别版（尼祿）
- 里見八犬傳 村雨丸之記（犬江親兵衛）
- 百華夜光（瑞樹）
- POSSESSION MAGENTA（青葉大河）
- 刀劍亂舞（歌仙兼定）
- 來組樂團吧！（七瀨一真[117]）
- 百華夜光（瑞樹[118]）
- BELIEVER!（勅使河原鍊）
- 夢王國與沉睡中的100位王子殿下（哈爾迪恩）
- LOVE QUIZ（御影[119]）
- Rear pheles -Red of Another-（六波羅樹）

| 2016年 |
- 蒼藍雷霆 鋼佛特 爪（鋼佛特）
- 為了誰的鍊金術師（迪歐斯）
- 偶像夢幻祭（青葉紡）
- Blackish House sideA→（宇賀神澪）
- 陰陽師（首無）
- 文豪與鍊金術師（中島敦）
- LOVE☆SCRAMBLE（伊達政宗）
- 問答RPG 魔法使與黑貓維茲（格拉威爾‧史提）

| 2017年 |
- 戀愛警報異能特勤部（新堂世界）
- 100日公主美男宮殿現代樂章（艾倫·克勞福德）
- 戀愛忍法帖 ―甘蜜花繪卷―（服部半藏[120]）

| 2018年 |
- LibraryCross∞（那生[121]）
- 戀愛忍法帖 ―萬花彩繪卷―（服部半藏[122]）
- 我的英雄學院 唯我正義（飯田天哉[123]）
- OVERHIT（亞修）
- 被囚禁的掌心Refrain（鹿島千彰）
- 永恆冒險（夏魯普）

| 2019年 |
- 噬血代碼（路易）
- 恶魔猎人5（尼祿）
- 聖火降魔錄 風花雪月（帝彌托利•亞歷山大•布雷達德）
- Crash Fever（岩谷尚文）
- 十三機兵防衛圏（三浦慶太郎）
- 一拳超人：最強之男（傑諾斯）
- 薑餅人王國（牛奶餅乾）
- 聖火降魔錄 英雄雲集（帝彌托利•亞歷山大•布雷達德）
- 幻奏咖啡廳-Enchante-（伊爾）

| 2020年 |
- 明日方舟（棘刺）
- 一拳超人 無名英雄（傑諾斯）[124]
- 聚爆：永不放弃希望（傑克）[125]
- Fate/Grand Order（齋藤一）
- 食物語（松鼠鱖魚）
- 虔誠之花的晚鐘–ricordo– （页面存档备份，存于）(但丁・法爾宗)
- 未定事件簿（陸景和/和泉景）
- 執劍之刻（萩·嵐雪）
- 光與夜之戀（蕭逸[126]）

| 2021年 |
- WIND BOYS！（辻玲音）

| 2022年 |
- 戰雙帕彌什（諾安）
- Fate/Grand Order（戴比特·澤姆·沃依德）
- 幻塔（天琅）
- 刀劍亂舞無雙 （歌仙兼定）
- 超機動聯盟 （宇同）
- 空帕斯（阿爾·達哈布=阿爾卡地亞）

| 2023年 |
- 寶可夢大師（剛石）

### 廣播劇CD
2010年
- 要你對我×××！（男子A）

2011年
- 果然我的青春戀愛喜劇搞錯了。（店員）※第3卷附贈廣播劇CD特裝版

2012年
- 奮鬥吧！系統工程師（櫻坂工兵）

2013年
- 現在就想告訴哥哥，我是妹妹！
- 我被綁架到貴族女校當「庶民樣本」（神樂坂公人）※第5卷、第7卷附贈廣播劇CD特裝版
- 翠星上的加爾岡緹亞 謝肉祭〜夕餉〜（萊德）

2014年
- YES×NO2（嶺一誠）
- COLORFUL5的日常（日野原奏）
  - COLORFUL5的文化祭
  - COLORFUL5的結成秘話

- GANGSTA.（柯迪）
  - GANGSTA. II

- 青春紀行 廣播劇CD（柳澤光央）
- 聖劍使的禁咒詠唱（灰村諸葉）※第6卷附贈廣播劇CD限定特裝版
- 戰國IXA 廣播劇CD -絆- 其之貳（本多忠勝）
- 青春紀行（柳澤光央）
- DYNAMIC CHORD vocalCD系列 vol.3 KYOHSO（YUU）
- 東京闇鴉（土御門春虎）
- 新撰組北翔傳 晨星落落 第一卷（齋藤一）
- 初戀怪獸（多賀敦史）※單行本第3卷附贈廣播劇CD特裝版
- Honeymoon vol.17 真壁圭吾（真壁圭吾）

2015年
- 我才不會對黑崎君說的話言聽計從（黑崎晴人）

2016年
- 大正浪漫～禁斷之戀～ Vol.6 詩人的他（折原凛太郎）
- Blackish House alone with U series Vol.1 ～Rei～（宇賀神澪）
- My Sweet Hubby vol.1 小日向耀（小日向耀）
- 「青春豬頭少年不會夢到兔女郎學姊 with 櫻花莊的寵物女孩」（梓川咲太）
- Theatrium 虛像之庭 escapeⅥ 近衛千鄉（近衛千鄉）

2017年
- CD RUNLIMIT ―CASE1 片桐連（片桐連）
- 從早安到晚安 第3彈 青梅竹馬之戀 ～牽你的手～（小山內稔）
- Corpse†Heart 5th Night 涅斯（涅斯）
- 一拳超人 CD DRAMA & SONG（傑諾斯）
- 一拳超人 CD DRAMA & SONG VOL.02（傑諾斯）

2018年
- 妖怪學校的新人教師（佐野命）

### RADIO DRAMA
- 秋葉原之旅（2011年，男1）
- 青春豬頭少年不會夢到兔女郎學姊（2016年，梓川咲太）

### 旁白
- 7Ani！（2013年10月3日，東京電視台[140]）
- 我們因漫畫變強〜SPORTS×MANGA〜（2015年6月28日、2016年1月31日、2017年3月31日、11月24日、12月15日，NHK綜合頻道[141]）
- 阿修羅少女～BLOOD-C異聞～（2017年[142]）

### 電視節目
- 福山潤・石川界人 GAMING!（2018年2月24日－、日本電視台PLUS）

### 電視連續劇
- 真命天菜#6（2017年5月20日，日本電視台）飾演 晴子的前男友（※僅出現聲音）

## 外部連結
- 事務所公開簡歷 （页面存档备份，存于）（日語）
- 石川界人在Enjoy Movie上的電影作品列表 （页面存档备份，存于）